# 中島映至
中島 映至（なかじま てるゆき、1950年 - ） は、日本の地球科学者。東京大学名誉教授。東京大学大気海洋研究所地球表層圏変動研究センター長、宇宙航空研究開発機構地球観測研究センター長を経て、国際気象学・大気科学国際協会（IAMAS）事務局長。

## 人物・経歴
埼玉県立浦和高等学校を経て、1973年東北大学理学部物理学科卒業。1977年東北大学大学院理学研究科博士課程単位修得退学、東北大学理学部地球物理学科技官。1980年東北大学理学部付属超高層物理学研究施設助手、国立公害研究所客員研究員。1981年東北大学より理学博士の学位を取得。1987年アメリカ航空宇宙局ゴダード宇宙飛行センターNRC上席客員研究員。1990年東北大学理学部付属大気海洋変動観測研究センター助手。1990年東北大学理学部付属大気海洋変動観測研究センター助教授。1990年国立環境研究所客員研究員。1991年東京大学理学部地球惑星物理学教室助教授。1991年東京大学気候システム研究センター助教授。1994年東京大学気候システム研究センター教授。1996年宇宙開発事業団地球観測データ解析研究センター招聘研究員。2004年東京大学気候システム研究センター長。2008年日本学術会議会員。2009年気象庁静止衛星データ利用技術懇談会主査。2010年東京大学大気海洋研究所地球表層圏変動研究センター長。2015年宇宙航空研究開発機構地球観測研究センター長を歴任した。2017年アメリカ地球物理学連合フェロー、日本地球惑星科学連合フェローに選出。
日本地球惑星科学連合大気水圏科学セクションプレジデントを経て、国際気象学・大気科学国際協会（IAMAS）事務局長。

## 受賞歴
- 1999年 日産科学賞
- 1995年 日本気象学会賞
- 2014年 日本気象学会藤原賞
- 2017年 紫綬褒章[3]
- 2017年 アメリカ地球物理学連合Yoram J. Kaufman賞
- 2023年 瑞宝中綬章[4][5]